# Persone di nome Rocco
| Questa pagina contiene informazioni ricavate automaticamente dalle voci biografiche con l'ausilio del template Bio e di un bot. L'aggiornamento è periodico e automatico e ricostruisce completamente la pagina. Se manca una persona in questa lista, sei pregato di non aggiungerla, ma accertati piuttosto che la sua voce biografica contenga il template Bio e che i dati anagrafici siano correttamente compilati. Se il template Bio manca, inseriscilo tu stesso o, in alternativa, metti l'avviso {{tmp\|Bio}} che ne segnala la mancanza. Se i dati riportati sono sbagliati, correggi direttamente la voce biografica; le modifiche saranno visibili in questa lista entro pochi giorni. Per chiarimenti vedi il progetto antroponimi. La lista contiene solo le 141 persone che sono citate nell'enciclopedia e per le quali è stato implementato correttamente il template Bio. Pagina aggiornata al 22 lug 2025. |

Questa è una lista di persone presenti nell'enciclopedia che hanno il nome Rocco, suddivise per attività principale.

## Abati(1)
- Rocco Pirri, abate e storico italiano (Noto, n. 1577 - Palermo, † 1651)

## Allenatori di calcio(3)
- Rocco Cotroneo, allenatore di calcio e ex calciatore italiano (Bruzzano Zeffirio, n. 1962)
- Rocco De Marco, allenatore di calcio e ex calciatore italiano (Sora, n. 1963)
- Rocco Giannone, allenatore di calcio e ex calciatore italiano (Anzio, n. 1983)

## Antifascisti(1)
- Rocco Santacroce, antifascista, partigiano e politico italiano (Pratola Peligna, n. 1896 - Sulmona, † 1981)

## Architetti(2)
- Rocco Lurago, architetto e scultore italiano (Pellio Superiore, n. 1501 - Genova, † 1590)
- Rocco di Tommaso da Vicenza, architetto e scultore italiano (Como - Spello, † 1529)

## Arcivescovi cattolici(3)
- Rocco Cocchia, arcivescovo cattolico italiano (Cesinali, n. 1830 - Chieti, † 1900)
- Rocco Pennacchio, arcivescovo cattolico italiano (Matera, n. 1963)
- Rocco Talucci, arcivescovo cattolico italiano (Venosa, n. 1936)

## Attivisti(1)
- Rocco Altieri, pacifista italiano (Monteleone di Puglia, n. 1955)

## Attori(5)
- Rocco D'Assunta, attore italiano (Palermo, n. 1904 - Roma, † 1970)
- Rocco Fasano, attore, modello e musicista italiano (Potenza, n. 1993)
- Rocco Giusti, attore italiano (Livorno, n. 1985)
- Rocco Mortelliti, attore, sceneggiatore e regista italiano (Ceprano, n. 1959)
- Rocco Papaleo, attore, regista e sceneggiatore italiano (Lauria, n. 1958)

## Attori pornografici(3)
- Rocco Reed, ex attore pornografico statunitense (Columbia, n. 1982)
- Rocco Siffredi, ex attore pornografico italiano (Ortona, n. 1964)
- Rocco Steele, attore pornografico e regista statunitense (n. 1964)

## Avvocati(3)
- Rocco Vincenzo Agostino, avvocato e politico italiano (Gioiosa Ionica, n. 1897 - † 1961)
- Rocco Gullo, avvocato e politico italiano (Salaparuta, n. 1899 - Palermo, † 1972)
- Rocco Marliani, avvocato, giudice e politico italiano (Verona, n. 1752 - Milano, † 1826)

## Bassisti(1)
- Scott LaFaro, bassista statunitense (Newark, n. 1936 - Flint, † 1961)

## Briganti(1)
- Rocco Chirichigno, brigante italiano (Montescaglioso, n. 1834 - Ginosa, † 1865)

## Calciatori(10)
- Rocco D'Amore, calciatore italiano (Taranto, n. 1937 - Taranto, † 2008)
- Rocco Fotia, calciatore italiano (Genova, n. 1947 - Genova, † 2022)
- Rocco Melideo, ex calciatore italiano (Chieti, n. 1938)
- Rocco Pagano, ex calciatore italiano (San Nicandro Garganico, n. 1963)
- Rocco Panio, ex calciatore italiano (San Giorgio Lucano, n. 1940)
- Rocco Ranelli, calciatore italiano (Legnano, n. 1907 - Cremona, † 2005)
- Rocco Reitz, calciatore tedesco (Duisburg, n. 2002)
- Rocco Sabato, ex calciatore italiano (Potenza, n. 1982)
- Rocco Shein, calciatore estone (Tallinn, n. 2003)
- Rocco Vata, calciatore irlandese (Glasgow, n. 2005)

## Cantanti(2)
- Rocco Montana, cantante italiano (Prato, n. 1929 - Parma, † 1967)
- Rocco Torrebruno, cantante italiano (Torino di Sangro, n. 1933 - Madrid, † 1998)

## Cantautori(3)
- Rocco Granata, cantautore e attore italiano (Figline Vegliaturo, n. 1938)
- Rocco Hunt, cantautore e rapper italiano (Salerno, n. 1994)
- Chiello, cantautore e rapper italiano (Venosa, n. 1999)

## Comici(1)
- Rocco Barbaro, comico e cabarettista italiano (Rivoli, n. 1955)

## Compositori(3)
- Rocco Abate, compositore e flautista italiano (Oriolo, n. 1950)
- Rocco Cerruti, compositore italiano (Milano - Lima, † 1760)
- Rocco Rodio, compositore e teorico musicale italiano (Bari, n. 1530 - † 1607)

## Criminali(1)
- Rocco Perri, criminale italiano (Platì, n. 1887)

## Critici letterari(1)
- Rocco Montano, critico letterario e storico della letteratura italiano (Stigliano, n. 1913 - Napoli, † 1999)

## Direttori di banda(1)
- Rocco Cristiano, direttore di banda italiano (Sasso di Castalda, n. 1884 - Terni, † 1967)

## Dirigenti d'azienda(1)
- Rocco Sabelli, dirigente d'azienda italiano (Agnone, n. 1954)

## Disc jockey(2)
- DJ Ringo, disc jockey, conduttore radiofonico e conduttore televisivo italiano (Paderno Dugnano, n. 1961)
- Congorock, disc jockey e produttore discografico italiano (Squinzano, n. 1983)

## Filosofi(1)
- Rocco Ronchi, filosofo italiano (Forlì, n. 1957)

## Geologi(1)
- Rocco Zambelli, geologo e paleontologo italiano (Sorisole, n. 1916 - Bergamo, † 2009)

## Giavellottisti(1)
- Rocco van Rooyen, giavellottista sudafricano (Bellville, n. 1992)

## Ginnasti(1)
- Rocco Amboni, ex ginnasta italiano (Treviolo, n. 1959)

## Giocatori di poker(1)
- Rocco Palumbo, giocatore di poker italiano (Genova, n. 1988)

## Giornalisti(1)
- Rocco Casalino, giornalista italiano (Frankenthal, n. 1972)

## Giuristi(1)
- Rocco Beneventano, giurista e politico italiano (Sasso di Castalda, n. 1777 - Napoli, † 1852)

## Hockeisti su ghiaccio(1)
- Rocco Perla, hockeista su ghiaccio italiano (Roma, n. 2002)

## Imprenditori(4)
- Rocco Bormioli, imprenditore italiano (Altare, n. 1830 - Parma, † 1883)
- Rocco Commisso, imprenditore, dirigente d'azienda e dirigente sportivo italiano (Marina di Gioiosa Ionica, n. 1949)
- Rocco Gatto, imprenditore italiano (Gioiosa Ionica, n. 1926 - Gioiosa Ionica, † 1977)
- Rocco Motto, imprenditore e carrozziere italiano (Rivarossa, n. 1904 - Torino, † 1995)

## Ingegneri(1)
- Rocco Petrone, ingegnere e ufficiale statunitense (Amsterdam, n. 1926 - Palos Verdes Estates, † 2006)

## Letterati(1)
- Rocco Racchetti, letterato, scrittore e retore italiano (n. 1786 - † 1859)

## Lottatori(1)
- Rocco Ficara, lottatore italiano (Catania, n. 1982)

## Mafiosi(6)
- Rocco Lo Presti, mafioso italiano (Marina di Gioiosa Ionica, n. 1937 - Torino, † 2009)
- Rocco Morabito, mafioso italiano (Africo, n. 1966)
- Rocco Moretti, mafioso italiano (Foggia, n. 1950)
- Rocco Racco, mafioso italiano (Grotteria, n. 1868 - Pennsylvania, † 1909)
- Rocco Sollecito, mafioso italiano (Grumo Appula, n. 1948 - Laval, † 2016)
- Rocco Zito, mafioso italiano (Fiumara, n. 1928 - Toronto, † 2016)

## Magistrati(2)
- Rocco Chinnici, magistrato italiano (Misilmeri, n. 1925 - Palermo, † 1983)
- Rocco Palamara, magistrato italiano (Santa Cristina d'Aspromonte, n. 1926 - Roma, † 1988)

## Matematici(1)
- Rocco Serini, matematico italiano (Edolo, n. 1886 - Pavia, † 1964)

## Medici(2)
- Rocco Jemma, medico italiano (Laureana di Borrello, n. 1866 - Napoli, † 1949)
- Rocco Mazzarone, medico e scrittore italiano (Tricarico, n. 1912 - Tricarico, † 2005)

## Militari(4)
- Rocco Guerrini, militare e architetto italiano (Marradi, n. 1525 - Spandau, † 1596)
- Rocco Iannelli, militare italiano (Torino, n. 1967)
- Rocco Lazazzera, militare italiano (Calatafimi, n. 1898 - Berat, † 1941)
- Rocco Polimeni, militare italiano (Reggio Calabria, n. 1914 - El Mechili, † 1941)

## Missionari(1)
- Roque González de Santa Cruz, missionario e gesuita paraguaiano (Asunción, n. 1576 - Caaró, † 1628)

## Modelli(1)
- Rocco Pietrantonio, ex modello e personaggio televisivo italiano (Carbonara di Bari, n. 1982)

## Nobili(3)
- Rocco Camerata Scovazzo, nobile italiano (Butera, n. 1812 - Catania, † 1892)
- Rocco Stella, nobile e militare italiano (Modugno, n. 1662 - Vienna, † 1720)
- Don Rocco Vaquer, nobile e politico italiano (Villasor, n. 1844 - Villasor, † 1892)

## Operai(1)
- Rocco Gaetani, operaio, sindacalista e politico italiano (Crotone, n. 1957 - Cosenza, † 2020)

## Pallavolisti(1)
- Rocco Barone, pallavolista italiano (Palmi, n. 1987)

## Patrioti(1)
- Rocco La Russa, patriota e medico italiano (Erice, n. 1828 - Palermo, † 1860)

## Pittori(6)
- Rocco Borella, pittore italiano (Genova, n. 1920 - Genova, † 1994)
- Rocco Lentini, pittore e scenografo italiano (Palermo, n. 1858 - Venezia, † 1943)
- Rocco Marconi, pittore italiano (Venezia - † 1529)
- Rocco Normanno, pittore italiano (Taurisano, n. 1974)
- Rocco Torricelli, pittore svizzero (Lugano, n. 1744 - Lugano, † 1832)
- Rocco Zoppo, pittore italiano (Firenze, n. 1450 - † 1510)

## Poeti(2)
- Rocco Galdieri, poeta e giornalista italiano (Napoli, n. 1877 - Napoli, † 1923)
- Rocco degli Ariminesi, poeta italiano (Padova)

## Polistrumentisti(1)
- Rocco Marchi, polistrumentista, arrangiatore e compositore italiano (Verona, n. 1977)

## Politici(17)
- Rocco Buttiglione, politico e saggista italiano (Gallipoli, n. 1948)
- Rocco Caccavari, politico italiano (Girifalco, n. 1938 - Parma, † 2021)
- Rocco Coletta, politico italiano (Paupisi, n. 1928 - Benevento, † 2008)
- Rocco Crimi, politico italiano (Galati Mamertino, n. 1959)
- Rocco Curcio, politico italiano (Picerno, n. 1941)
- Rocco Girlanda, politico, dirigente d'azienda e giornalista italiano (Gubbio, n. 1966)
- Rocco Larizza, politico italiano (Scilla, n. 1950)
- Rocco Vito Loreto, politico italiano (Castellaneta, n. 1943)
- Rocco Maggi, politico italiano (Crispiano, n. 1948 - Grottaglie, † 2024)
- Rocco Minasi, politico italiano (Scilla, n. 1910 - Roma, † 1994)
- Giuseppe Moles, politico e politologo italiano (Potenza, n. 1967)
- Rocco Palese, politico italiano (Acquarica del Capo, n. 1953)
- Rocco Pignataro, politico italiano (Noicattaro, n. 1954)
- Rocco Salini, politico italiano (Cellino Attanasio, n. 1931 - Chieti, † 2016)
- Rocco Salomone, politico italiano (Pizzo, n. 1883 - Roma, † 1960)
- Rocco Sampogna, politico italiano (Potenza, n. 1947)
- Rocco de Zerbi, politico e giornalista italiano (Reggio Calabria, n. 1843 - Roma, † 1893)

## Poliziotti(1)
- Rocco Dicillo, poliziotto italiano (Triggiano, n. 1962 - Isola delle Femmine, † 1992)

## Presbiteri(1)
- Rocco Brienza, presbitero e patriota italiano (Potenza, n. 1818 - Potenza, † 1900)

## Pugili(1)
- Rocco Mazzola, pugile italiano (Potenza, n. 1932 - Potenza, † 2012)

## Registi(2)
- Rocco Cesareo, regista italiano (Genova, n. 1955)
- Rocco Ricciardulli, regista e sceneggiatore italiano (Bernalda, n. 1961)

## Registi teatrali(1)
- Rocco Familiari, regista teatrale, drammaturgo e saggista italiano (Addis Abeba, n. 1939)

## Religiosi(1)
- Rocco Ronzani, religioso, presbitero e teologo italiano (Roma, n. 1978)

## Rugbisti a 15(1)
- Rocco Caligiuri, rugbista a 15 italiano (Oppido Mamertina, n. 1950 - Roma, † 2013)

## Santi(1)
- San Rocco, santo francese (Montpellier - Voghera)

## Scienziati(1)
- Rocco Bovi, scienziato italiano (Scilla, n. 1743 - † 1831)

## Scrittori(5)
- Rocco Brindisi, scrittore italiano (Potenza, n. 1944)
- Rocco Carbone, scrittore, critico letterario e italianista italiano (Reggio Calabria, n. 1962 - Roma, † 2008)
- Rocco Fortunato, scrittore e musicista italiano (Roma, n. 1963 - Roma, † 2017)
- Rocco Scotellaro, scrittore, poeta e politico italiano (Tricarico, n. 1923 - Portici, † 1953)
- Rocco Sinisgalli, scrittore, storico dell'arte e teorico dell'architettura italiano (Gallicchio, n. 1947)

## Scultori(5)
- Antonio Busciolano, scultore italiano (Potenza, n. 1822 - Napoli, † 1871)
- Rocco Genovese, scultore italiano (Trapani, n. 1925 - Lavinio, † 1981)
- Rocco Incardona, scultore, pittore e poeta italiano (Scordia, n. 1942 - Madrid, † 2007)
- Rocco Larussa, scultore italiano (Villa San Giovanni, n. 1825 - Roma, † 1894)
- Rocco Bruno Murizzi, scultore italiano (Tresilico, n. 1840 - † 1918)

## Snowboarder(1)
- Rocco Jamieson, snowboarder neozelandese (Wānaka, n. 2006)

## Sollevatori(1)
- Rocco Spinola, sollevatore italiano (Supersano, n. 1930 - Milano, † 1998)

## Stilisti(1)
- Rocco Barocco, stilista italiano (Napoli, n. 1944)

## Storici(1)
- Rocco Aprile, storico e romanziere italiano (Calimera, n. 1929 - Calimera, † 2014)

## Terroristi(1)
- Rocco Micaletto, terrorista e brigatista italiano (Taviano, n. 1946)

## Tipografi(1)
- Rocco Carabba, tipografo e editore italiano (Lanciano, n. 1854 - Lanciano, † 1924)

## Vescovi cattolici(1)
- Rocco Caliandro, vescovo cattolico italiano (Ceglie Messapica, n. 1872 - Termoli, † 1924)

## Violoncellisti(1)
- Rocco Filippini, violoncellista svizzero (Lugano, n. 1943 - Lugano, † 2021)